# ريمي غوميز
ريمي غوميز (بالفرنسية: Rémi Gomis)‏ (مواليد 14 فبراير 1984 في فرساي - فرنسا) لاعب كرة قدم فرنسي يلعب حاليا لصالح نادي الدرجة الأولى فالينسيان الفرنسي منذ 2009 في مركز الوسط المحوري .

## روابط خارجية
- ريمي غوميز على موقع قاعدة بيانات كرة القدم.إي يو (الإنجليزية)
- ريمي غوميز على موقع ليكيب (الفرنسية)
- ريمي غوميز على موقع ناشيونال فوتبول تيمز (الإنجليزية)
- ريمي غوميز على موقع Soccerway.com (الإنجليزية)
- ريمي غوميز على موقع عالم كرة القدم.نت (الإنجليزية)
- ريمي غوميز على موقع GSA (الإنجليزية)